# Fort Douaumont
Fort Douaumont (på fransk Fort de Douaumont) ved Verdun i Frankrig, var et stort, underjordisk fort. Det blev hovedsagligt opført i perioden 1885 til 1891, men der foregik bygningsarbejder helt frem til 1913.
Fortet var bygget til at huse 635 soldater, med tilhørende sovesale, friskvandsbeholdere, køkkener og et bageri. I 1914 var der udstationeret et enkelt infanterikompagni, samt artilleri og ingeniører – lige under 500 mand i alt.
Efter at tilsvarende belgiske fort ikke var i stand til at modstå tyskernes fremmarch ind i Belgien, anså man nytteværdien for denne her type af fort for at være faldende. Dette førte således også til at den stationerede styrke blev mindsket. I forbindelse med Slaget ved Verdun, var fortets udrustning blevet mindsket betydeligt, og blot en lille styrke på 57 franske soldater var tilbage. Derfor kunne de fremrykkende tyske tropper også forholdsvist nemt indtage fortet den 25. februar 1916. Franske tropper genindtog fortet den 25. oktober 1916.